# Curridabat (tổng)
Curridabat là một tổng ở tỉnh San José thuộc Costa Rica. Tổng này có diện tích 15,95 km², và dân số là 64.998 người. Thủ phủ tổng cũng có tên gọi Curridabat.
Tổng này là một khu vực ngoại ô thủ đô San José, nằm ở rìa đông nam của thành phố San José.
Ngày thành lập là 21 tháng 8 năm 1929.
Tổng Curridabat được chia thành 4 huyện.
1. Curridabat
2. Granadilla
3. Sánchez
4. Tirrases